# Antaramena
Antaramena est une commune rurale de Madagascar, située dans le district d'Ivohibe, dans la partie est de la région Ihorombe.